# Campylocheta orbitalis
Campylocheta orbitalis är en tvåvingeart som först beskrevs av Herbert John Webber 1931.  Campylocheta orbitalis ingår i släktet Campylocheta och familjen parasitflugor. Inga underarter finns listade i Catalogue of Life.